# Лесозаводск
Лесозаводск (на руски: Лесозаводск) е град в Приморски край, Русия. Разположен е на брега на река Усури, на 10 km от границата с Китай. Административен център е на Лесозаводски район. Населението му към 2015 г. е 36 317 души.

## История
Историята на Лесозаводск може да се проследи до 19 век, когато тук идват заселници от различни части на Руската империя с цел дърводобив. Селището е образувано през 1932 г. чрез сливането на селата Даллес, Новостройка, Донское, Лутовка и Медведицкое. През 1938 г. получава статут на град.